# American Journal of Rhinology & Allergy
American journal of rhinology & allergy is een internationaal, aan collegiale toetsing onderworpen wetenschappelijk tijdschrift op het gebied van de otorinolaryngologie.
De naam wordt in literatuurverwijzingen meestal afgekort tot Am. J. Rhinol. Allergy.
Het wordt uitgegeven door OceanSide Publications en verschijnt tweemaandelijks.